# 塚越芳太郎
塚越 芳太郎（つかごし よしたろう、1864年4月8日（元治元年3月3日） - 1947年（昭和22年）12月31日）は、戦前日本の歴史家（史論家）・ジャーナリスト・社会運動家。筆名は停春（ていしゅん）もしくは停春楼（ていしゅんろう）。前半生は主に民友社系の記者として活動し、後半生は『東京市史稿』の編纂に専念した。

## 生涯
幕末の1864年、上野国碓氷郡烏淵村（現群馬県高崎市）の農家に生まれる。郷里の倉渕村（現高崎市の一部）で小学校の教員となる（後に校長）。地元の青年会運動に参加し、やがて県会議長の湯浅治郎らとともに廃娼運動を推進する。この頃、湯浅は徳富蘇峰の姉・初子と再婚しており、ここから塚越と蘇峰の縁が生まれたと考えられている。
1889年（明治22年）に上京。初めは政治家を目指していたが、選挙の際に候補者が戸別訪問をして頭を下げている様子を見て失望する。徳富蘇峰が始めた民友社に入り、『国民之友』の記者となる。同誌の「史論」欄を山路愛山とともに担当。1892年、民友社発行の『家庭雑誌』を主宰。この間、史論を多く執筆し、正規の歴史学は修めていないものの、在野の史論家として知られるようになった。民友社を離れた後、政友会系の新聞『人民』を主宰（1900年）。
1906年、東京市助役・中野寅次郎の推薦で東京市史編纂嘱託となる。塚越と同年生まれの中野は、新聞『人民』で政治記事を担当しており、塚越をよく知っていた。東京市は塚越を正規採用する予定だったが、「俗吏の肩書きがほしくない」と拒まれ、嘱託として採用した。給与は月50円と高額であった。
同年（1906年）、東京勧業博覧会（1907年開催）で一般に配布するために、東京に関する今昔の歴史と地理を調査・編集した『東京案内』上下巻を執筆、。
以後は亡くなるまで「東京市史稿」の編纂に従事する。

## 著作
- 「非売淫公許論」[7]
- 『読史余録』[8]
- 『可堂先生事蹟』（1913年）[9]
- 『郷土東京』（市政人社、1943年）